# Haridwaramangalam A. K. Palanivel
Haridwaramangalam A. K. Palanivel (Tamil அரித்துவாரமங்கலம் ஏ. கே. பழனிவேல், * 1948 in Tamil Nadu) ist ein indischer Tavilspieler.

## Leben
Palanivel hatte ab 1959 Tavilunterricht bei T. G. Muthukumara Swamy Pillai. Er hatte als Begleiter anderer Musiker und Mitglied von Instrumental- und Tanzensembles zahlreiche Auftritte in Indien und tourte u. a. durch die USA, Kanada, Italien, Frankreich, die Schweiz, Deutschland und Japan. Er wurde mit dem Kalaimamani Award der Regierung von Tamil Nadu und 2001 mit dem Sangeet Natak Akademi Award ausgezeichnet.